# Sanni Grahn-Laasonen

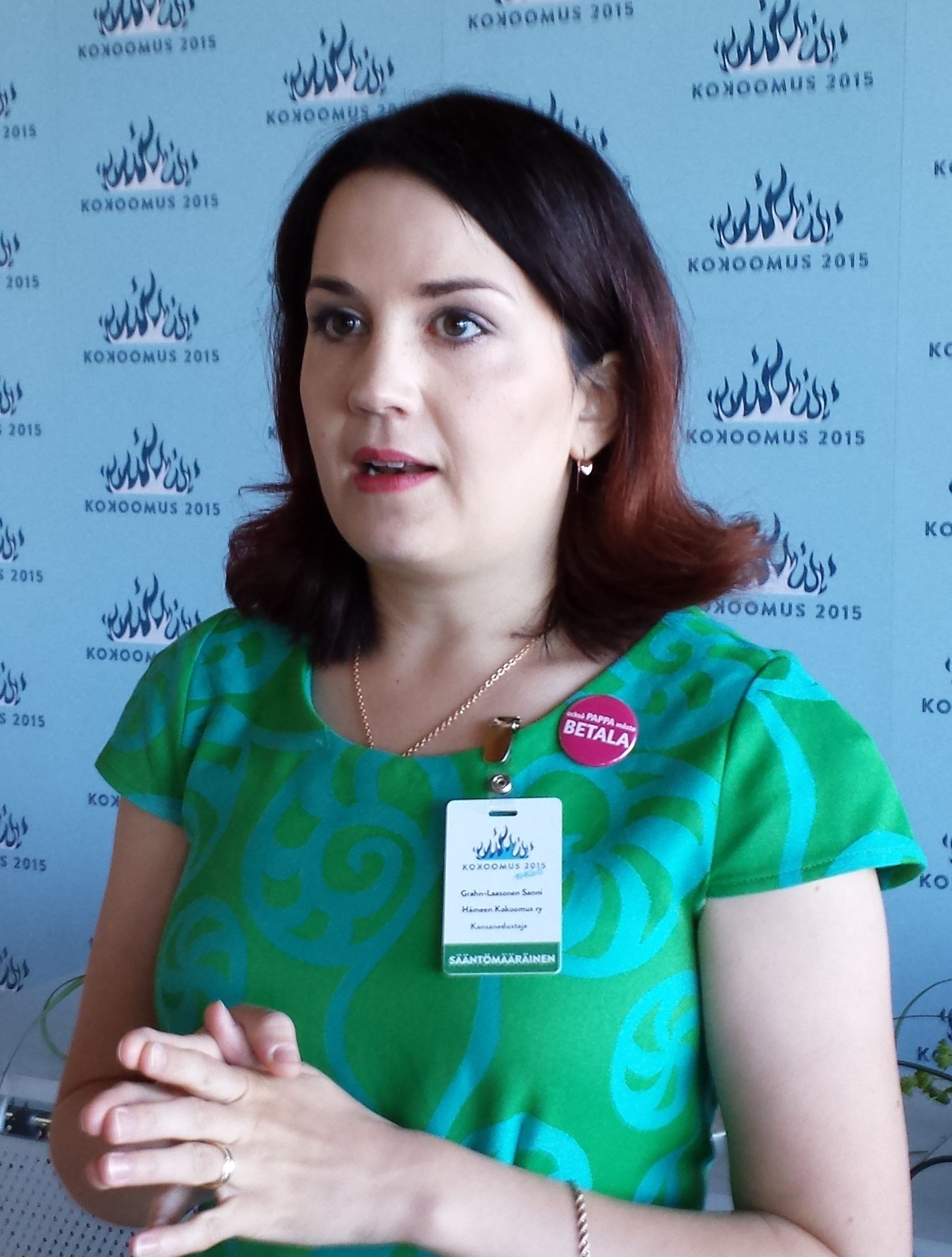
Sanni Grahn-Laasonen

Sanni Kaisa Grahn-Laasonen, född 4 maj 1983 i Forssa i Tavastland, är en finländsk samlingspartistisk politiker och minister för social trygghet i regeringen Orpo sedan 2023. Hon är ledamot av Finlands riksdag sedan 2011. Grahn-Laasonen var Finlands miljöminister i regeringen Stubb 2014–2015 samt Finlands undervisnings- och kulturminister i regeringen Sipilä mellan 2015 och 2019.
Grahn-Laasonen avlade 2011 politices magisterexamen vid Helsingfors universitet och blev invald i riksdagen i riksdagsvalet i Finland 2011 från Tavastlands valkrets.

## Utmärkelser
- Kommendörstecknet av Finlands Vita Ros’ orden,  6 december 2018[4]

[Redigera Wikidata]